# Boreanische Sprachen

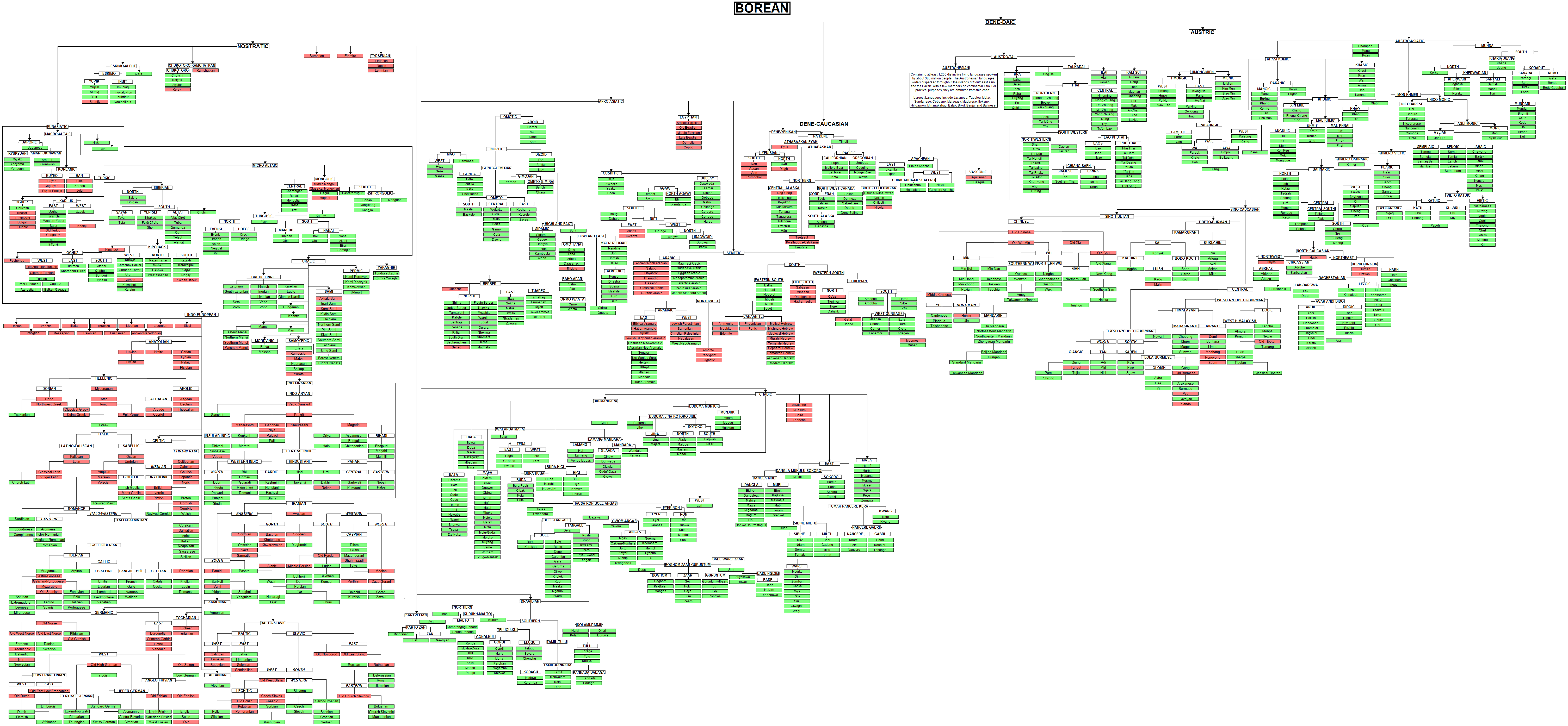
Boreanische Sprachfamilien

Boreanische Sprachen (auch boreale Sprachen)  ist eine hypothetische sprachliche Makrofamilie, die fast alle Sprachfamilien weltweit umfasst, mit Ausnahme derjenigen, die in Afrika südlich der Sahara, in Neuguinea, Australien (Ureinwohner) und auf den Andamanen beheimatet sind. Ihre Befürworter sind der Auffassung, dass die verschiedenen in Eurasien und angrenzenden Regionen gesprochenen Sprachen eine genealogische Beziehung haben und letztendlich von Sprachen abstammen, die während des Oberen Paläolithikums in den Jahrtausenden nach dem letzten Gletschermaximum gesprochen wurden. Der Name Boreanisch basiert auf dem griechischen βορέας und bedeutet "Nord". Dies spiegelt die Tatsache wider, dass die Gruppe die meisten Sprachfamilien umfasst, die auf der Nordhalbkugel beheimatet sind. Diese Makrofamilie wird nicht von allen Linguisten anerkannt.

## Klassifikation von Sergei Starostin

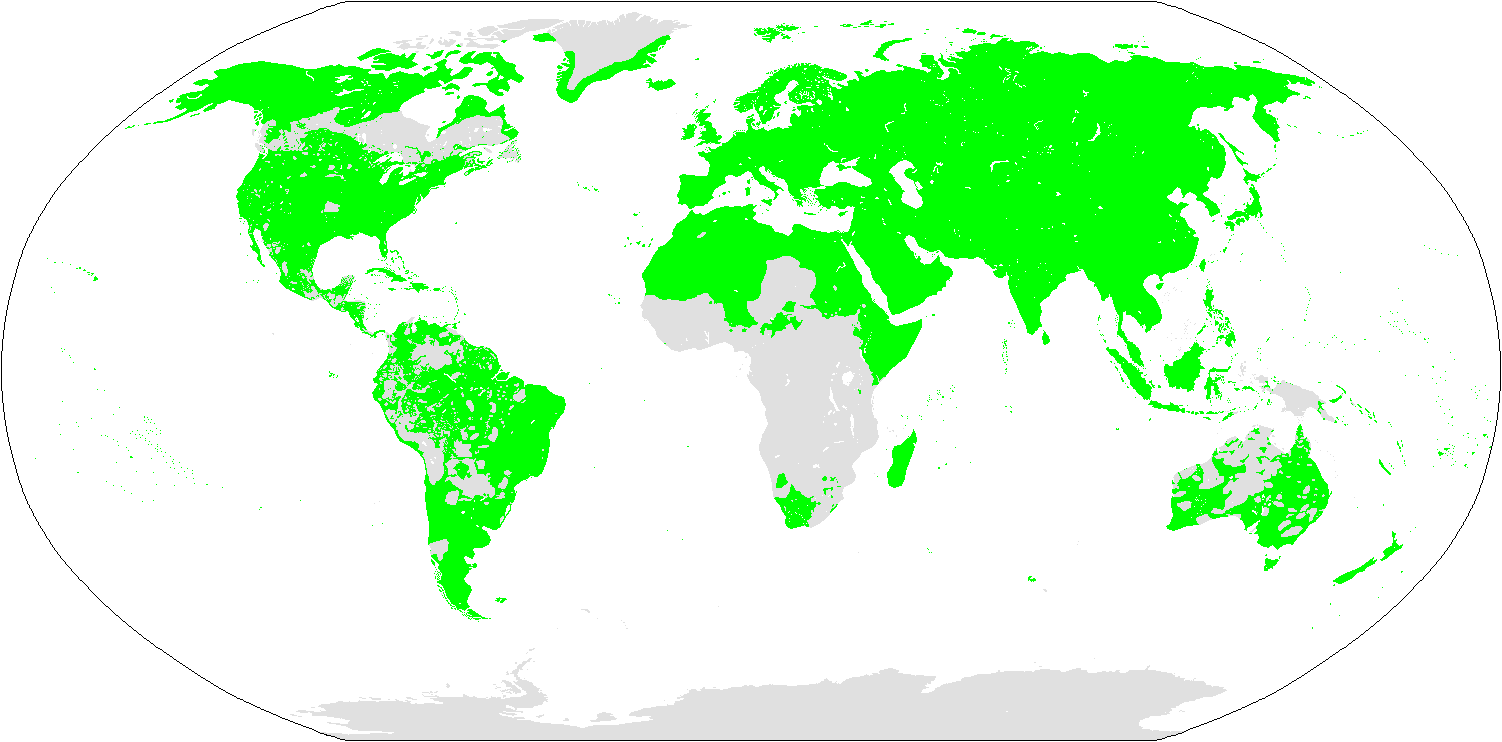
Boreanische Sprachen
- Nostratisch (spekulativ, Holger Pedersen 1903)
  - Afroasiatisch (weithin anerkannte Familie)
    - Semitisch, Kuschitisch u. a.

  - Eurasiatisch (spekulativ, Joseph Greenberg 2000), vgl. Indo-Uralisch
    - Indogermanisch (weithin anerkannte Familie)
    - Uralisch (weithin anerkannte Familie)
    - Makro-Altaisch (weitgehend abgelehnt; Roy Andrew Miller 1971, Gustaf John Ramstedt 1952, Matthias Castrén 1844)
      - Turkisch (weithin anerkannte Familie)
      - Mongolisch (weithin anerkannte Familie)
      - Tungusisch (weithin anerkannte Familie)
      - Koreanisch (auch als Sprachisolat angesehen)
      - Japanisch (weithin anerkannte Familie)

    - Paläosibirisch (phylogenetische Einheit weitgehend abgelehnt)
      - Niwchisch
      - Eskimo-Aleutisch
      - Jukagirisch (manchmal mit Uralisch gruppiert)
      - Tschuktscho-Kamtschadalisch

  - Südkaukasisch (weithin anerkannte Familie)
  - Dravidisch (weithin anerkannte Familie)
- Dene-Daisch (spekulativ, Starostin 2005)
  - Dene-Kaukasisch (spekulativ, Nikolayev 1991; erweitert von Bengtson 1997), vgl. Dené-Jenisseisch (Edward Vajda 2008)
    - Na-Dené (weithin anerkannte Familie ohne Haida)
    - Baskisch (Isolierte Sprache)
    - Sinokaukasisch (spekulativ, Starostin 2006)
      - Sinotibetisch (weithin anerkannte Familie)
      - Nordkaukasisch (spekulative Vereinigung von Nordostkaukasisch und Nordwestkaukasisch, Nikolayev & Starostin 1994)
      - Jenisseisch (weithin anerkannte Familie)
      - Burushaski (Isolierte Sprache)

  - Austrisch (spekulativ, Wilhelm Schmidt 1906)
    - Austroasiatisch (weithin anerkannte Familie)
    - Miao-Yao (weithin anerkannte Familie)
    - Austro-Tai (spekulativ, Paul Benedict 1942)
      - Austronesisch (weithin anerkannte Familie)
      - Tai-Kadai (weithin anerkannte Familie)[3]